# ㆁ
ㆁ(옛이응 또는 꼭지이응)은 훈민정음 자모 중 하나로 현대 한국어 표기법에는 쓰이지 않는다. 17세기에 사라져 현재는 그 자형은 없어지고 끝소리 ㅇ으로 남아 있다.
훈몽자회에서는 지금의 이응을 이(伊), 옛이응을 ᅌᅵ으ᇰ(異凝)으로 불렀다.

## 훈민정음
| “ | "ㆁᄂᆞᆫ〮엄〯쏘리〮니〮業ᅌᅥᆸ〮字ᄍᆞᆼ〮처〮ᅀᅥᆷ펴〮아〮나〮ᄂᆞᆫ소리〮ᄀᆞ〮ᄐᆞ〮니라〮" ㆁ은 어금닛소리이니, 業업자를 처음 펴서 나는 소리 같으니라. | ” |
|   | — 『訓民正音훈민정음 (언해본)』 중「초성해」                                                               |   |

## 발음
훈민정음에 따르면 ㆁ은 어금닛소리로 지금의 받침 ㅇ 소리인 연구개 비음을 나타내는 글자였다. 이는 ㅇ(이응)과 쓰임이 달랐는데, 훈민정음이 처음 쓰였을 때에는 끝소리가 나지 않는 한자를 훈민정음으로 나타낼 때에 항상 ㅇ 받침을 채웠던 것이다. 따라서 한자어가 아닌 “나랏말ᄊᆞ미”에는 ㅇ 받침이 없지만, 훈민정음의 제목이며 한자어인 “솅조ᇰ엉졩 훈민져ᇰᅙᅳᆷ”에는 ㅇ 받침이 들어가 있으며, “셰종어졔 훈민졍ᅙᅳᆷ”으로 읽는다.
ㆁ은 동국정운식 한자음 표기에서 첫 음절의 첫소리로 올 수 있었으나 그 외에는 끝소리와 음절 사이의 첫소리에 쓰이다가 16세기부터 끝소리로만 쓰이게 되었다. 이후에 ㆁ과 ㅇ을 모두 ㅇ으로 쓰게 되었고 원래 받침에 들어갔던 ㅇ은 없어졌다.

## 자형
훈민정음 해례 제자해에 따르면, 어금닛소리인 ㆁ은 비록 혀뿌리가 후두를 막아 소리의 기운이 코로 나오지만 소리가 ㅇ과 비슷하여 운서에서도 ㆁ이 초성인 의(疑)자와 ㅇ이 초성인 유(喩)자가 자주 섞여 쓰이므로 그 자형을 ㄱ과 ㅋ같은 어금닛소리가 아닌 목구멍소리 글자를 본떠 만들었다고 설명하고 있다.

## 조선어 신철자법
조선어 신철자법에서는 ㅇ 받침 대신 옛이응 받침을 썼다.

## 전산
옛이응의 유니코드 값은 다음과 같다.
| 종류                  | 종류           | 글자   | 유니코드 | HTML     |
| --------------------- | -------------- | ------ | -------- | -------- |
| 한글 호환 자모        | 한글 호환 자모 | ㆁ     | U+3181   | &#12673; |
| 한글 자모 영역        | 첫소리         | ᅌᅠ     | U+114C   | &#4428;  |
| 한글 자모 영역        | 끝소리         | ᅟᅠᇰ     | U+11F0   | &#4592;  |
| 한양 사용자 정의 영역 | 첫소리         |     | U+F7E7   | &#63463; |
| 한양 사용자 정의 영역 | 끝소리         |     | U+F8E0   | &#63712; |
| 반각                  | 반각           | (없음) | (없음)   | (없음)   |

마이크로소프트 윈도우에서는 첫소리 ᅌ과 끝소리 ᇰ을 호환용 자모 ㆁ이 아니라 호환용 자모 ㅇ(U+3147)으로 변환하는 오류가 있다.
또한 윈도우의 Arial Unicode MS 글꼴에선 ㆁ, 첫소리 ᅌ, 끝소리 ᇰ을 모두 ㅇ으로 그리는 문제가 있다.